# Chisocheton cauliflorus
Chisocheton cauliflorus är en tvåhjärtbladig växtart som beskrevs av Merrill. Chisocheton cauliflorus ingår i släktet Chisocheton och familjen Meliaceae. Inga underarter finns listade i Catalogue of Life.